# José María Pino Suárez 1ra. Sección
José María Pino Suárez 1ra. Sección är en ort i Mexiko.   Den ligger i kommunen Huimanguillo och delstaten Tabasco, i den sydöstra delen av landet, 600 km öster om huvudstaden Mexico City. José María Pino Suárez 1ra. Sección ligger 51 meter över havet och antalet invånare är 571.
Terrängen runt José María Pino Suárez 1ra. Sección är mycket platt. Runt José María Pino Suárez 1ra. Sección är det ganska glesbefolkat, med 45 invånare per kvadratkilometer. Närmaste större samhälle är Francisco Martínez Gaytán, 17,3 km väster om José María Pino Suárez 1ra. Sección. Trakten runt José María Pino Suárez 1ra. Sección består till största delen av jordbruksmark.